# Бушнево (Псковская область)
Бушнево — деревня в Великолукском районе Псковской области России. Входит в состав сельского поселения «Лычёвская волость».
Расположена в 16 км от центра города Великие Луки, в 700 м на юго-восток от деревни Лосево, на левом берегу реки Вскуица.

## Население
Постоянное население по оценке на 2000 год в деревне отсутствовало.